# یک حساب برای تسویه
یک حساب برای تسویه (به انگلیسی: A Score to Settle) نام فیلمی است در ژانر هیجانی-اکشن به کارگردانی شان کو محصول ۲۰۱۹ آمریکا. نیکلاس کیج و بنجامین برت در این فیلم به ایفای نقش پرداخته‌اند. فیلم‌برداری در بریتیش کلمبیا کانادا انجام شده است. نیکلاس کیج برای بازی در این فیلم ناچار به آموختن پیانو شده است.

## داستان
یک خلاف‌کار سابق که به جرم قتل به حبس ابد محکوم شده پس از ۱۹ سال به دلیل بیماری مهلکی که دارد از زندان آزاد می‌شود. او در واقع قتل را در ازای دریافت پول و قول حمایت از تنها پسرش به گردن گرفته است، ولی دوستان سابقش پسر او را به قتل رسانده‌اند و او اکنون به دنبال انتقام است.